# Ugo Mifsud Bonnici
Ugo Mifsud Bonniċi (Cospicua, 8 de novembro de 1932) é um advogado e político maltês. Foi presidente de seu país entre 1994 e 1999.

## Primeiros anos
Nasceu en Cospicua, filho do professor Carmelo Mifsud Bonniċi e de Maria Ross. Foi educado no liceu e depois na Universidade Real de Malta. Se formou em Artes em 1952 e em Direito em 1955. É casado com Gemma Bianco e tem três filhos: Carmelo, Anton e Jeanne-Pia.
Ingressou na política ao contestar o resultado das eleições maltesas do 1966, em favor de seu partido, ou Nationalist Party. Foi eleito pelo 2° distrito e reeleito nas eleições subsequentes. Por 15 anos (1972-1987) foi o representante de seu partido para os assuntos de educação.

## Membro do Gabinete
El 1987 seu partido ganhou as eleições, e ele foi indicado Ministro da Educação. Em 1990 ele acumulou também as funções de Ministro do Interior, e em 1992 ele se tornou Ministro da Educação e dos Recursos Humanos.
Como membro do Parlamento, se interessou pela atualização das leis maltesas. Foi membro de diversos comitês, inclusive o que fez a mudança da constituição quando Malta se tornou uma república.

## Presidente
Ugo Misfud Bonniċi foi escolhido presidente do país e assumiu o posto em 4 de abril de 1994, cumprindo os 5 anos de mandato até 4 de maio de 1999.
Além de político, é também autor de diversos artigos em jornais, e de dois livros: Il-Linja t-Tajba - L-Aħjar Artikli ta' Dottor Ugo Mifsud Bonniċi, e Biex il-Futur Reġa' Beda.